# TV SLO 3
TV SLO 3 (o TV Slovenija 3) è il terzo canale televisivo della RTV Slovenija, che si concentra alle trasmissioni in diretta del parlamento e delle commissioni slovene. Il canale trasmette anche documentari, interviste e notizie.

## Loghi

Logo 2008-2012
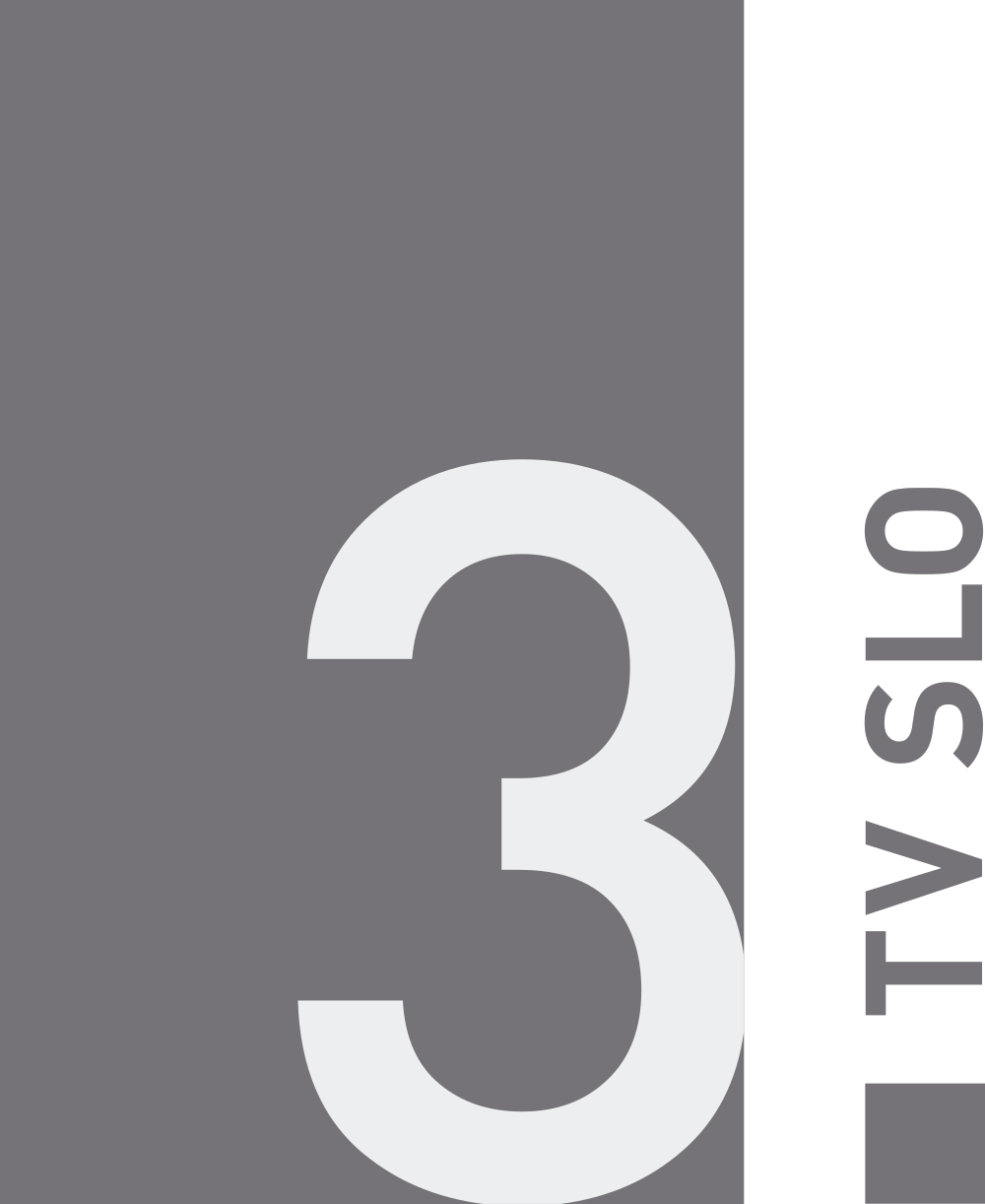
In uso dal 2012